# Bahnhof Riedlingen

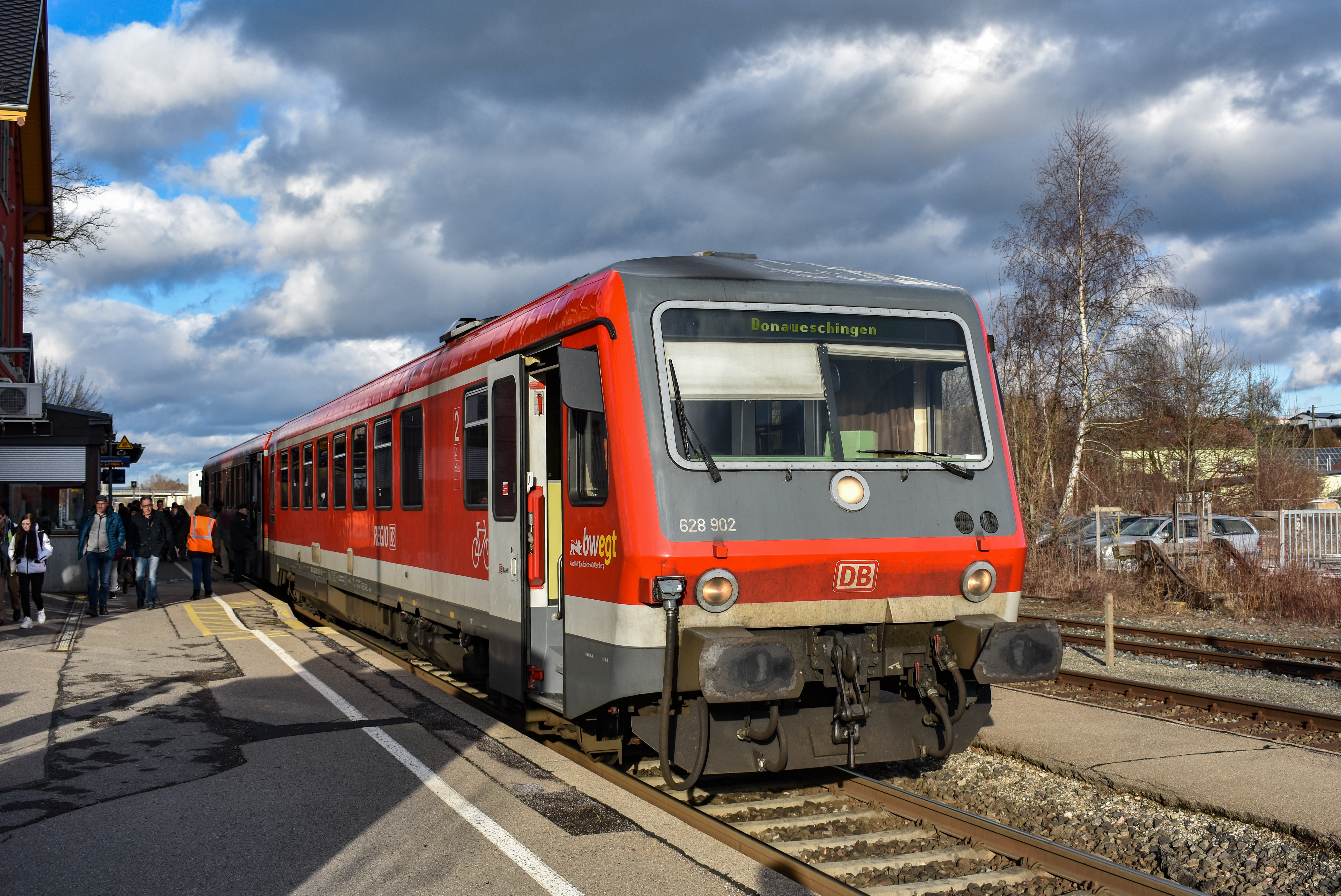
628 902 als RE nach Donaueschingen beim Halt im Bahnhof von Riedlingen

Der Bahnhof Riedlingen ist der Bahnhof der baden-württembergischen Stadt Riedlingen, circa 900 Meter südlich der Altstadt gelegen. Er befindet sich am Streckenkilometer 65,2 der Bahnstrecke Ulm–Sigmaringen, heute ist die 1870 eröffnete Station ein Durchgangsbahnhof. Von 1916 bis 1960 zweigte im Bahnhof außerdem die schmalspurige Federseebahn nach Bad Schussenried ab, in dieser Zeit handelte es sich um einen Anschlussbahnhof.

## Ausstattung
Die beiden Bahnsteige sind 38 Zentimeter hoch und durch einen höhengleichen Übergang verbunden, der Hausbahnsteig ist überdacht. Das Empfangsgebäude mit Wartehalle ist noch vorhanden, der vom Fahrdienstleiter bediente Fahrkartenschalter wurde 2015 geschlossen. 2017 wurde ein Video-Reisezentrum eröffnet. Es steht auch am Wochenende zur Verfügung.

### Federseebahn
Die schmalspurige Federseebahn endete auf dem Bahnhofsvorplatz westlich des Empfangsgebäudes. Von dort führte die Strecke nach Norden parallel zur Hauptstrecke und überquerte diese nach etwa zwei Kilometer auf einer Brücke Richtung Buchau. Auf dem Bahnhofsvorplatz war neben dem Bahnsteiggleis ein Umsetzgleis vorhanden. Die Anlagen für den Güterverkehr lagen nördlich des Bahnhofes, sie beschränkten sich auf ein Umladegleis mit Bockkran und zwei Rollbockgruben. Nach Stilllegung der Strecke 1960 wurden die Anlagen entfernt und teilweise überbaut.

## Betrieb
Der Bahnhof wird stündlich durch den Regional-Express Ulm Hbf–Sigmaringen (bzw. weiter nach Donaueschingen/Villingen) bedient. Somit ergibt sich ein Stundentakt in Richtung Ulm und Richtung Sigmaringen. Einmal pro Tag verkehrt außerdem ein verlängertes Zugpaar der Linie RS3 von Ulm über Munderkingen hinaus nach Sigmaringen.
| Linie | Verlauf | Frequenz   | Betreiber |
| ----- | --- | ---------- | --------- |
| RE 55 | Ulm – Blaubeuren – Schelklingen – Ehingen (Donau) – Munderkingen – Riedlingen – Herbertingen – Mengen – Sigmaringen – Beuron – Tuttlingen – Immendingen – Donaueschingen | 60 Minuten | DB Regio  |
| RS 3  | Ulm – Blaubeuren – Schelklingen – Allmendingen – Ehingen (Donau) – Munderkingen (– Rechtenstein – Riedlingen – Herbertingen – Mengen – Sigmaringen)                      | 1 Zugpaar  | SWEG      |
| RS 3  | Stand: 2. August 2025 |            |           |

## Busverkehr
Vor dem Bahnhof verkehren unter anderem Busse nach Langenenslingen, Reutlingen, Biberach, Ehingen, Münsingen, Herbertingen und Bad Schussenried.